# Catocala antenigra
Catocala antenigra är en fjärilsart som beskrevs av Karl Schawerda 1934. Catocala antenigra ingår i släktet Catocala och familjen nattflyn. Inga underarter finns listade i Catalogue of Life.